# Reinhard Krüger (Medailleur)

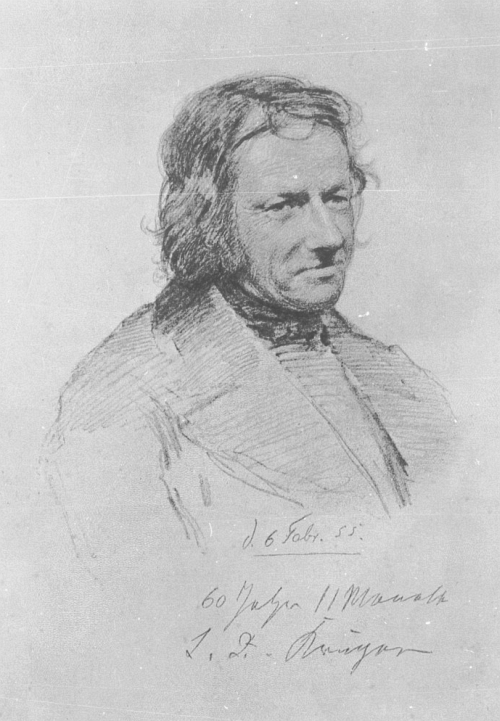
Bleistiftzeichnung Krügers;
datiert 6. Februar 1855; Deutsche Fotothek

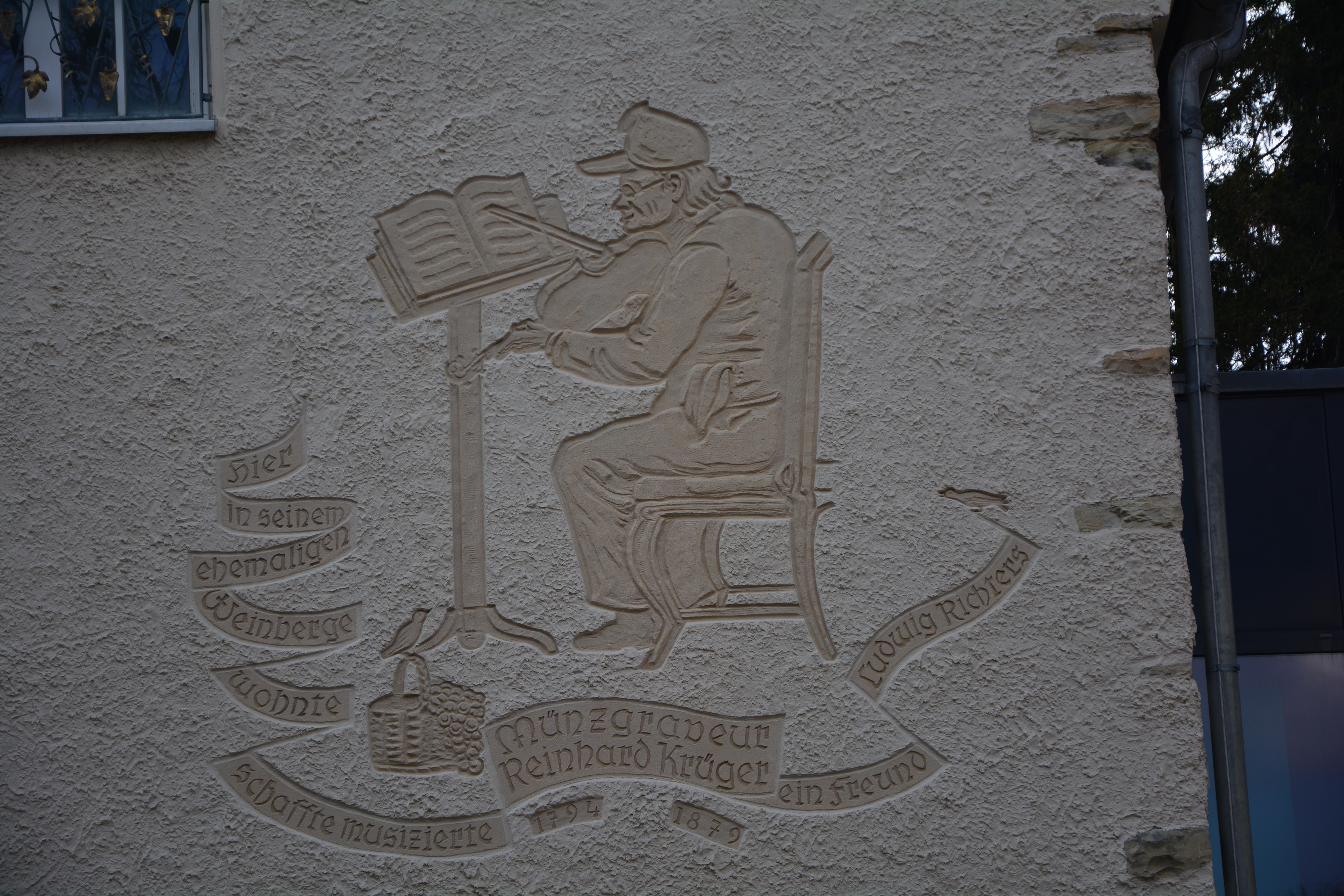
„Hier [...] wohnte [...] Münzgraveur Reinhard Krüger, ein Freund Ludwig Richters“;
Sgraffito am Krügerhaus in Dresden

Reinhard Krüger oder Reinhardt Krüger, auch Karl oder Carl Reinhard Krüger (geboren 20. März 1794 in Rochwitz; gestorben 20. Februar 1879 ebenda) war ein deutscher Graveur und Medailleur.

## Leben
Krüger war ein Sohn des Graveurs und Medailleurs Christian Joseph Krüger und Bruder des Kupferstechers Anton Ferdinand Krüger.
Nachdem er eine Ausbildung als Schüler von Daniel Friedrich Loos durchlaufen hatte, ließ er sich in seiner Heimatstadt Dresden nieder, wo er von 1817 bis 1858 als Graveur an der Königlich Sächsischen Münze angestellt war. Durch seinen Landesherrn  wurde er mit dem Titel als Hof-Medailleur ausgezeichnet.
In den Jahren 1826 bis 1827 und abermals 1838 bis 1839 war er in Rom, wo er sich im Januar 1839 an der deutschen Ausstellung beteiligte.

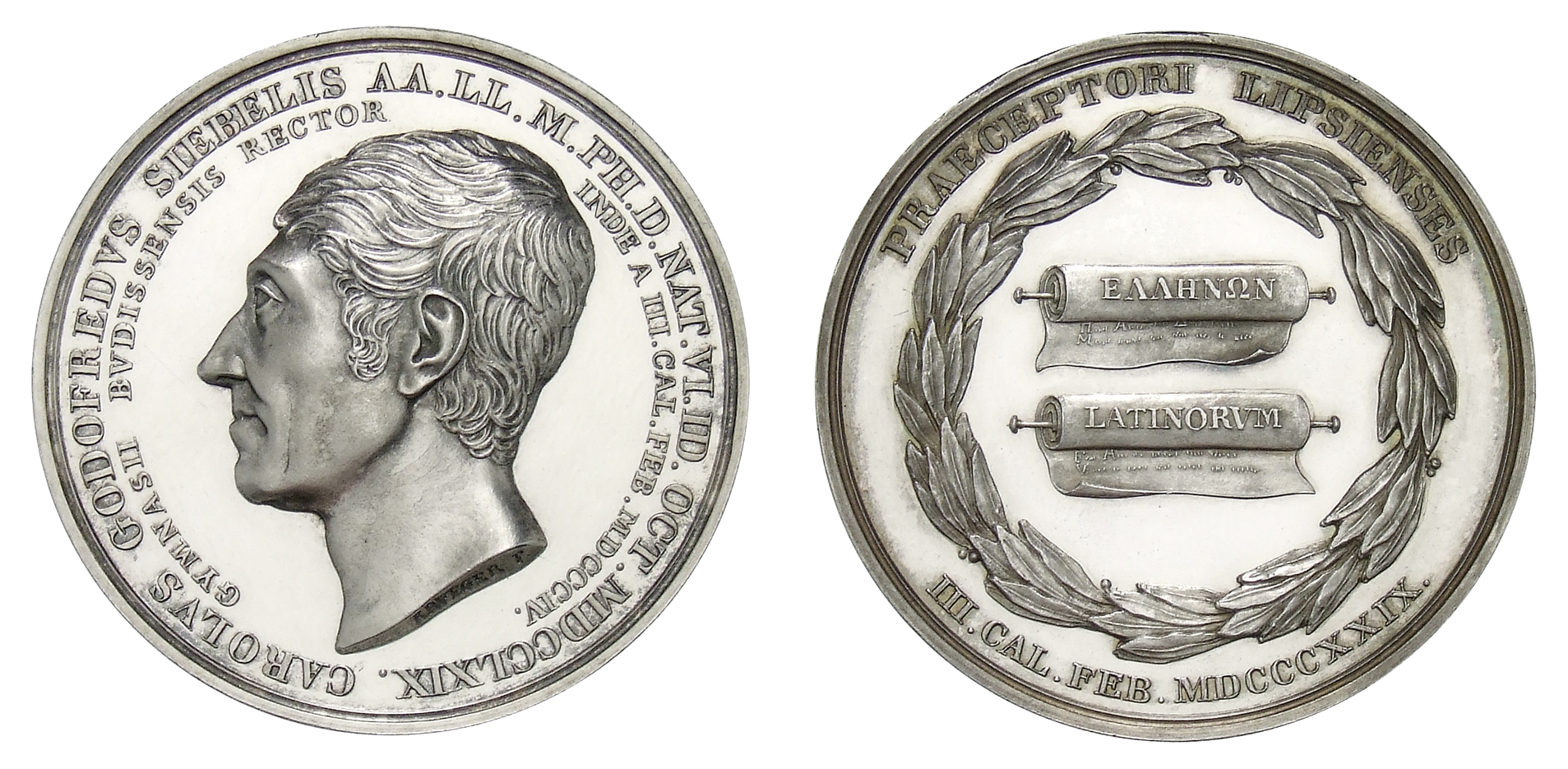
Prägung Krügers zum 25-jährigen Jubiläum des Gymnasialdirektors Karl Gottfried Siebelis;
Münzkabinett der Staatlichen Museen Berlin

Zu den ersten von zahlreichen durch Krüger geschaffenen Medaillen zählt die auf die Jahrhundertfeier der Loge zum Großen Orient 1817 in Dresden geschaffene.
Krüger war ein Freund und Nachbar des Malers Ludwig Richter, in dessen Garten die beiden oftmals zusammensaßen.

## Ehrungen
Die Krügerstraße in den Dresdner Stadtteilen Loschwitz und Rochwitz ist nach Reinhard Krüger benannt.